# Craig Robinson
Craig Phillip Robinson (n. 25 octombrie 1971, Chicago, Illinois, SUA) este un actor, cântăreț și comic american. Este cel mai bine cunoscut pentru rolul lui Darryl Philbin în La birou (The Office, 2005–2013). El i-a mai jucat pe LeVar „Freight Train” Brown în The Cleveland Show (2009–2013) și pe Doug „the Pontiac Bandit” Judy în Brooklyn Nine-Nine (2013–2021). A colaborat frecvent cu Seth Rogen, inclusiv în filmele Pineapple Express: o afacere riscantă (2008), Zack și Miri fac un film porno (2008), A venit sfârșitu'! (2013) sau Petrecerea cârnaților (Sausage Party, 2016). 

## Filmografie

### Film
| † | Indică lucrări nelansate |

| An   | Titlu                                 | Rol                        | Note |
| ---- | ------------------------------------- | -------------------------- | --- |
| 2005 | Year of the Scapegoat                 | Pappy Labourgeneaux        | Scurtmetraj |
| 2007 | Războiul dragonilor                   | Bruce                      | |
| 2007 | Totul pentru fetele mele              | Byron                      | |
| 2007 | Un pic însărcinată                    | Club Doorman               | |
| 2007 | Calcă apăsat: Povestea lui Dewey Cox  | Bobby Shad                 | |
| 2008 | Pineapple Express: o afacere riscantă | Matheson                   | |
| 2008 | Zack și Miri fac un film porno        | Delaney                    | |
| 2008 | Prop 8: The Musical                   | Preacher                   | Scurtmetraj |
| 2008 | The Frequency of Claire               | Q-pid                      | |
| 2009 | Războiul fanilor                      | Skywalker Ranch guard      | |
| 2009 | Miss Martie                           | Horsedick.MPEG             | |
| 2009 | Memphis Calling                       | Memphis                    | Scurtmetraj |
| 2009 | O noapte la muzeu 2                   | Tuskegee Airman            | Cameo |
| 2009 | Vânzătorul mercenar                   | DJ Request                 | |
| 2009 | Absolvent: Viața începe acum          | Director Funeralii         | |
| 2010 | Father of Invention                   | Jerry                      | |
| 2010 | Shrek pentru totdeauna                | Cookie                     | Voce |
| 2010 | Teleportați în adolescență            | Nick Webber-Agnew          | |
| 2013 | Evadare de pe planeta Pământ          | Doc                        | Voce |
| 2013 | Peeples                               | Wade Walker                | Nominalizare—Teen Choice Award for Choice Movie Actor – Comedy |
| 2013 | This Is the End                       | Rolul său                  | MTV Movie Award for Best Musical Moment (împărțit cu Jay Baruchel, Seth Rogen și The Backstreet Boys)                                                                                     |
| 2013 | Percy Jackson: Marea Monștrilor       | George                     | Voce |
| 2013 | Rapture-Palooza                       | Earl Gundy / Anti-Christ   | Și producător executiv |
| 2014 | Get On Up                             | Maceo Parker               | |
| 2015 | Teleportați în adolescență 2          | Nick Webber                | |
| 2016 | Morris din America                    | Curtis Gentry              | Sundance Film Festival Dramatic Special Jury Award for Individual Performance Nominalizare — Gotham Award for Best Actor Nominalizare — Independent Spirit Award for Best Supporting Male |
| 2016 | Petrecerea cârnaților                 | Mr. Grits                  | Voce |
| 2017 | Masa 19                               | Jerry Kepp                 | |
| 2017 | Tragedy Girls                         | Albert "Big Al" Hill       | Și producător |
| 2017 | Austin Found                          | Jebidiah                   | |
| 2018 | An Evening with Beverly Luff Linn     | Beverly Luff Linn          | |
| 2018 | Henchmen                              | Stew                       | Voce |
| 2019 | Numele meu e Dolemite                 | Ben Taylor                 | |
| 2019 | Zeroville                             | Burglar                    | |
| 2019 | Jay și Silent Bob: Readaptarea        | Judge Jerry N. Executioner | |
| 2020 | Dolittle                              | Kevin                      | Voce |
| 2020 | Timmy Eșec: S-au Făcut și Greșeli     | Mr. Jenkins                | |
| 2020 | Imuni                                 | Lester                     | |
| 2021 | Mona Lisa and the Blood Moon          | Officer Harold             | |
| 2022 | Băieții răi                           | Mr. Shark                  | Voce |
| TBA  | The Ark and the Aardvark †            | Clyde                      | Voce; Post-producție |

### Televiziune
| An           | Titlu                                 | Rol                                            | Note |
| ------------ | ------------------------------------- | ---------------------------------------------- | --- |
| 2002         | Play'd: A Hip Hop Story               | Cole                                           | Film TV |
| 2003         | Lucky                                 | Mutha Rhodes                                   | 13 episoade |
| 2004         | The Bernie Mac Show                   | Wayne                                          | Episodul "Hair Jordan" |
| 2004         | LAX                                   | Wayne                                          | Episodul: "Abduction" |
| 2004         | Friends                               | Clerk                                          | Episodul: "The One with Princess Consuela" |
| 2005         | Arrested Development                  | Studio Guard #1                                | Episodul: "Switch Hitter" |
| 2005         | Curb Your Enthusiasm                  | Attendant #1                                   | Episodul: "The End" |
| 2005–2013    | The Office                            | Darryl Philbin                                 | Nominalizat—NAACP Image Award for Outstanding Supporting Actor in a Comedy Series (2011–2013) Nominated—Screen Actors Guild Award for Outstanding Performance by an Ensemble in a Comedy Series (2009–2013) |
| 2007         | Halfway Home                          | Mr. Brown                                      | Episodul: "Halfway Working" |
| 2009–2013    | The Cleveland Show                    | LeVar "Freight Train" Brown                    | Voce |
| 2009         | James Gunn's PG Porn                  | Havana Bob                                     | Episodul: "Helpful Bus" |
| 2009         | Reno 911!                             | Levon French                                   | Episodul: "Deputy Dance" |
| 2009, 2012   | Eastbound & Down                      | Reggie Mackworthy                              | 4 episoade |
| 2011         | Love Bites                            | Bowman                                         | 2 episoade |
| 2013         | Kroll Show                            | Diverse Personaje                              | Episodul: "The Greatest Hits of It" |
| 2014         | Comedy Bang! Bang!                    | Rolul său                                      | Episodul: "Craig Robinson Wears a Bordeaux Button Down & Dark Jeans" |
| 2014–2021    | Brooklyn Nine-Nine                    | Doug Judy (The Pontiac Bandit)                 | 9 episoade |
| 2015         | Key & Peele                           | Wisdom Caldwell / Rolul său                    | Episodul: "Super Bowl Special" |
| 2015         | Mr. Robinson                          | Craig Robinson                                 | 6 episoade; și producător |
| 2016–2019    | Tată în stil american                 | Security Officer / Dirk Turlington / Rolul său | Voce 5 episoade |
| 2016         | Mr. Robot                             | Ray Heyworth                                   | 7 episoade |
| 2017         | Caraoke Showdown                      | Rolul său (gazdă)                              | 10 episoade |
| 2017–2018    | Ghosted                               | Leroy Wright                                   | 16 episoade; și producător executiv |
| 2017–2018    | Gură bogată                           | Diverse                                        | Voce 4 episoade |
| 2018         | Dream Corp, LLC                       | Mr. Metzler                                    | Episodul: "Guys and Dads" |
| 2020         | Medical Police                        | Edgar Tooby                                    | Episodul: "The Lasagna as a Whole" |
| 2020         | What We Do in the Shadows             | Claude                                         | 2 episoade |
| 2020         | Home Movie: The Princess Bride        | Fezzik                                         | Episodul: "Chapter Eight: Ultimate Suffering" |
| 2020         | Ryan's Mystery Playdate               | Rolul său                                      | Episodul: "Ryan's Jurassic Playdate" |
| 2020         | The Masked Singer                     | Guest panelist                                 | Episodul: "The Semi Finals - The Super Six" |
| 2020–2021    | The Masked Dancer                     | Rolul său (gazdă)                              | Rol principal |
| 2020–prezent | Your Attention Please                 | Rolul său (gazdă)                              | Rol principal |
| 2021         | Nickelodeon's Unfiltered              | Rolul său                                      | Episodul: "This DJ is Bananas!" |
| 2021         | Știrile săptămânii cu John Oliver     | Rolul său                                      | Episodul: "Hair" |
| 2021         | Muppets Haunted Mansion: Casa Terorii | Singing Bust                                   | special TV |
| 2021         | Santa Inc.                            | Junior (voce)                                  | 8 episoade |
| 2022         | Minunata lume a lui Mickey Mouse      | Snowflake Boss (voce)                          | Episodul: "The Wonderful Winter of Mickey Mouse" |
| 2022–prezent | Killing It                            | Craig                                          | Rol principal; și producător executiv |